# The Voice Afrique Francophone
The Voice Afrique Francophone (literalmente del francés, La voz africana francófona) es un concurso de talentos africano producido por AMPN. El formato consiste en elegir entre un grupo de concursantes a aquellos que destaquen por sus cualidades vocales sin que su imagen influya en la decisión del jurado, integrado por conocidos artistas. Es la adaptación africana del exitoso formato holandés The Voice, popularizado en el mundo a raíz de la adaptación estadounidense The Voice que emite la cadena NBC desde abril de 2011. El primer programa se estrenó el 15 de octubre de 2016 y culminó el 4 de febrero de 2017.
El programa es presentado por Claudy Siar. El panel de jurados original estaba conformado por Charlotte Dipanda, Lokua Kanza, A'salfo y Singuila. Los cuatro entrenadores inicialmente regresaron para la segunda temporada, pero cuando se pospusieron los últimos shows, A'salfo y Dipanda fueron reemplazados por Youssoupha y Josey respectivamente. Ellos continuaron como entrenadores desde los cuartos de final hasta el final de la segunda temporada.
Para la tercera temporada del programa, Hiro Le Coq fue confirmado como nuevo entrenador, al igual que Charlotte Dipanda, quien también regresa al programa. El 26 de julio de 2019, se anunció que Nayanka Bell se unirá al panel de jurados, junto con Lokua Kanza, quien regresa al programa para su tercera temporada como entrenador.

## Presentadores y Jurado

### Presentadores
| Claudy Siar |

### Coaches / Entrenadores
| Temporada | Coaches / Entrenadores | Coaches / Entrenadores    | Coaches / Entrenadores | Coaches / Entrenadores |
| --------- | ---------------------- | ------------------------- | ---------------------- | ---------------------- |
| 1         | Lokua Kanza            | Charlotte Dipanda / Josey | A'salfo / Youssoupha   | Singuila               |
| 2         | Lokua Kanza            | Charlotte Dipanda / Josey | A'salfo / Youssoupha   | Singuila               |

Galería de coaches
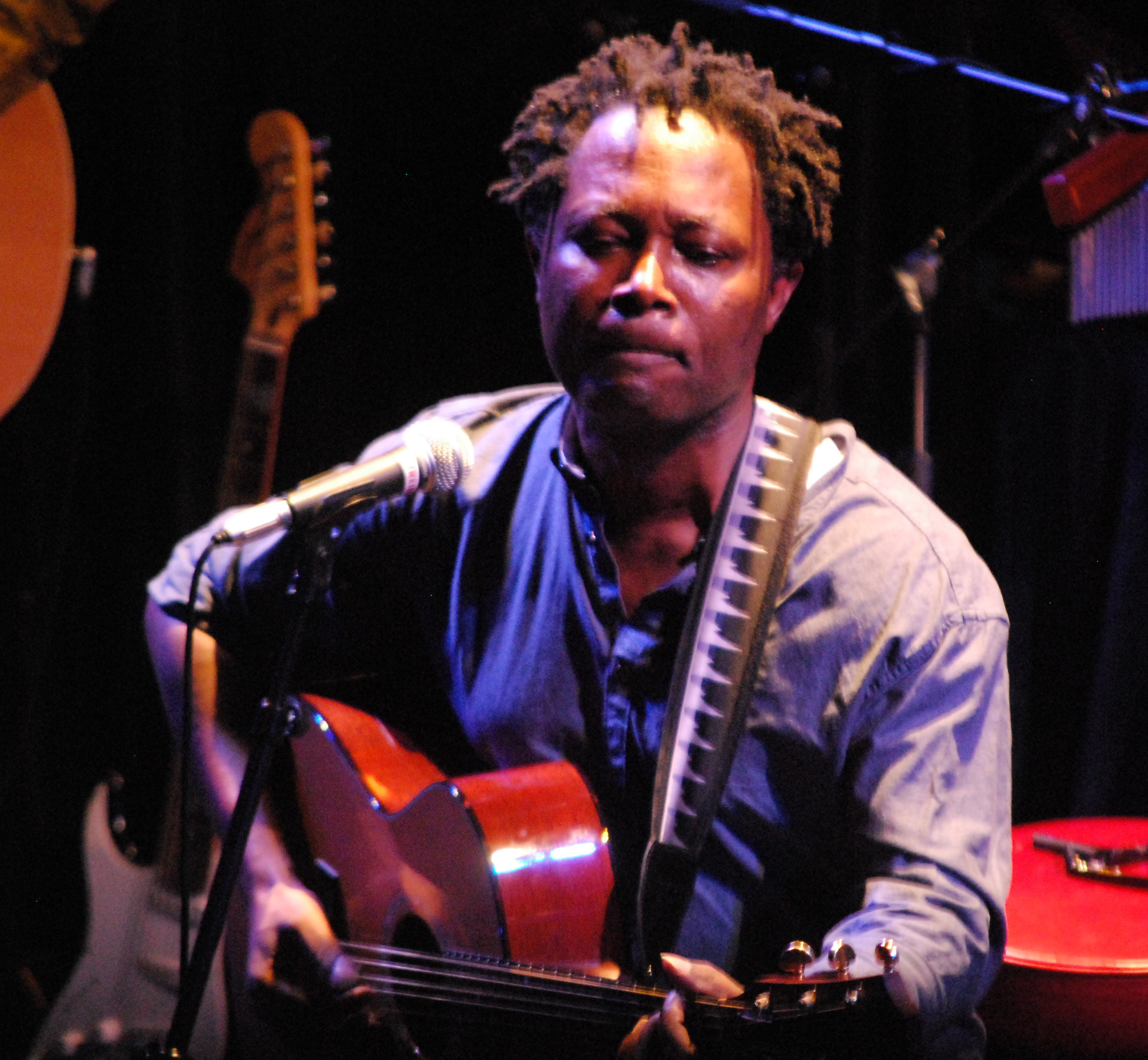
Lokua Kanza (2016, 2017)
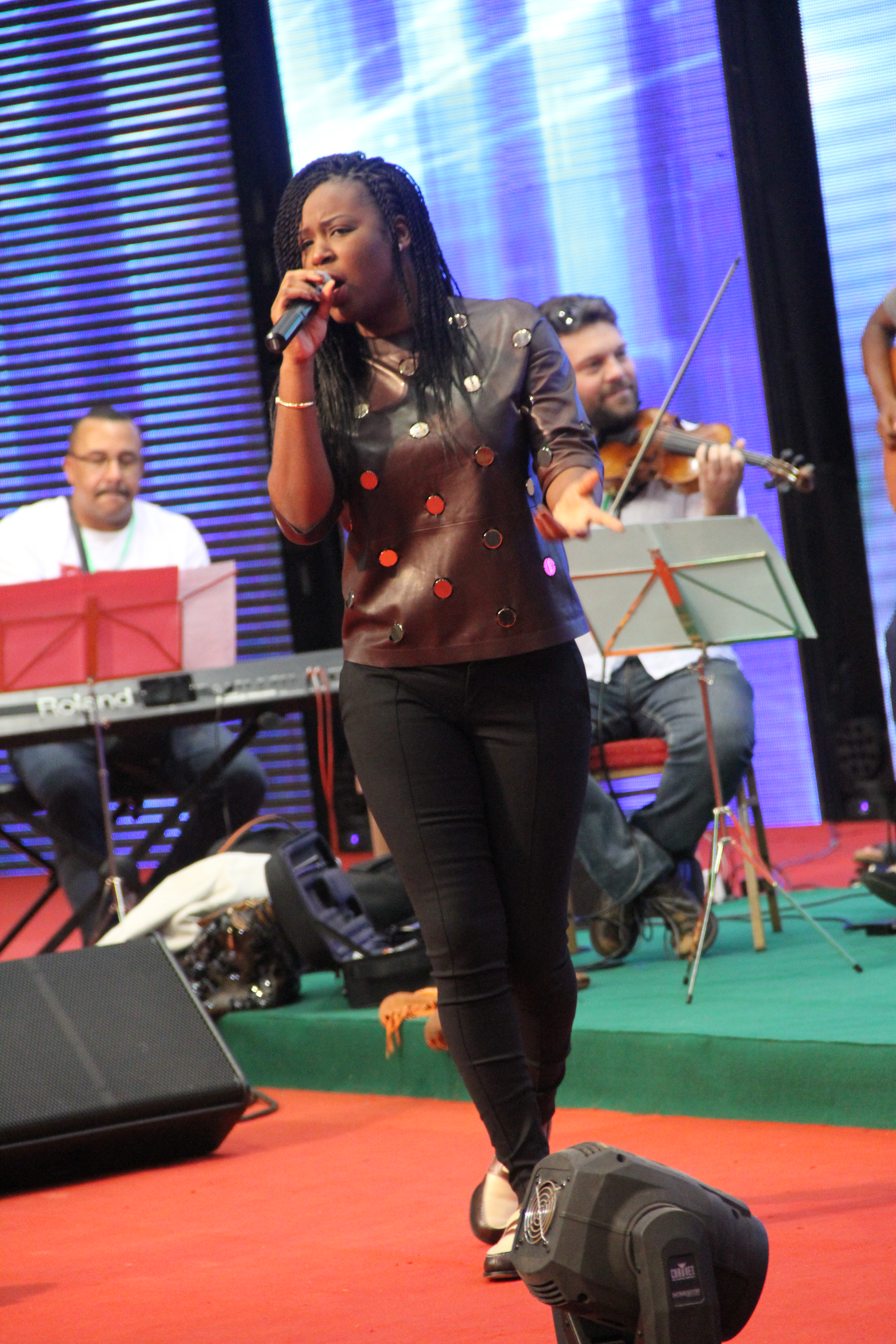
Charlotte Dipanda (2016, 2017)
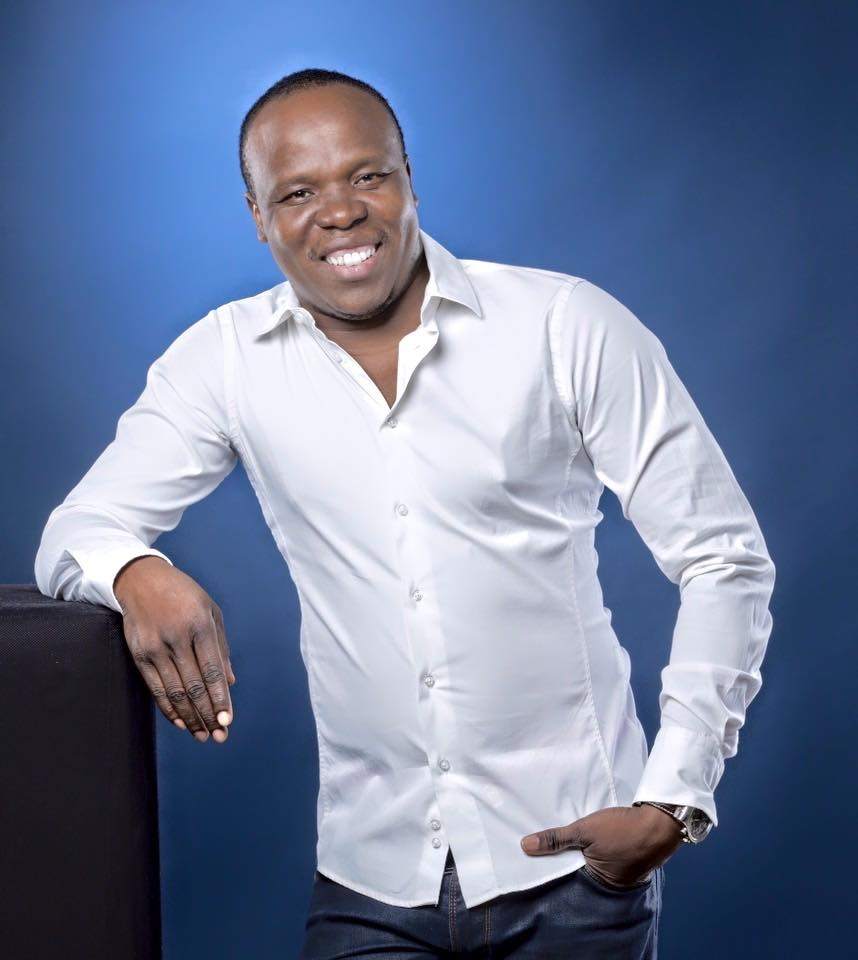
A'salfo (2016, 2017)
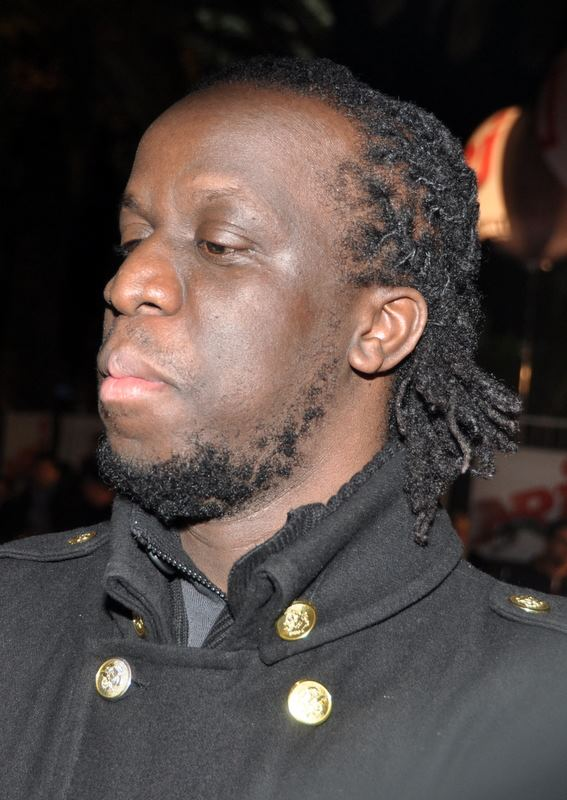
Youssoupha (2016, 2017)
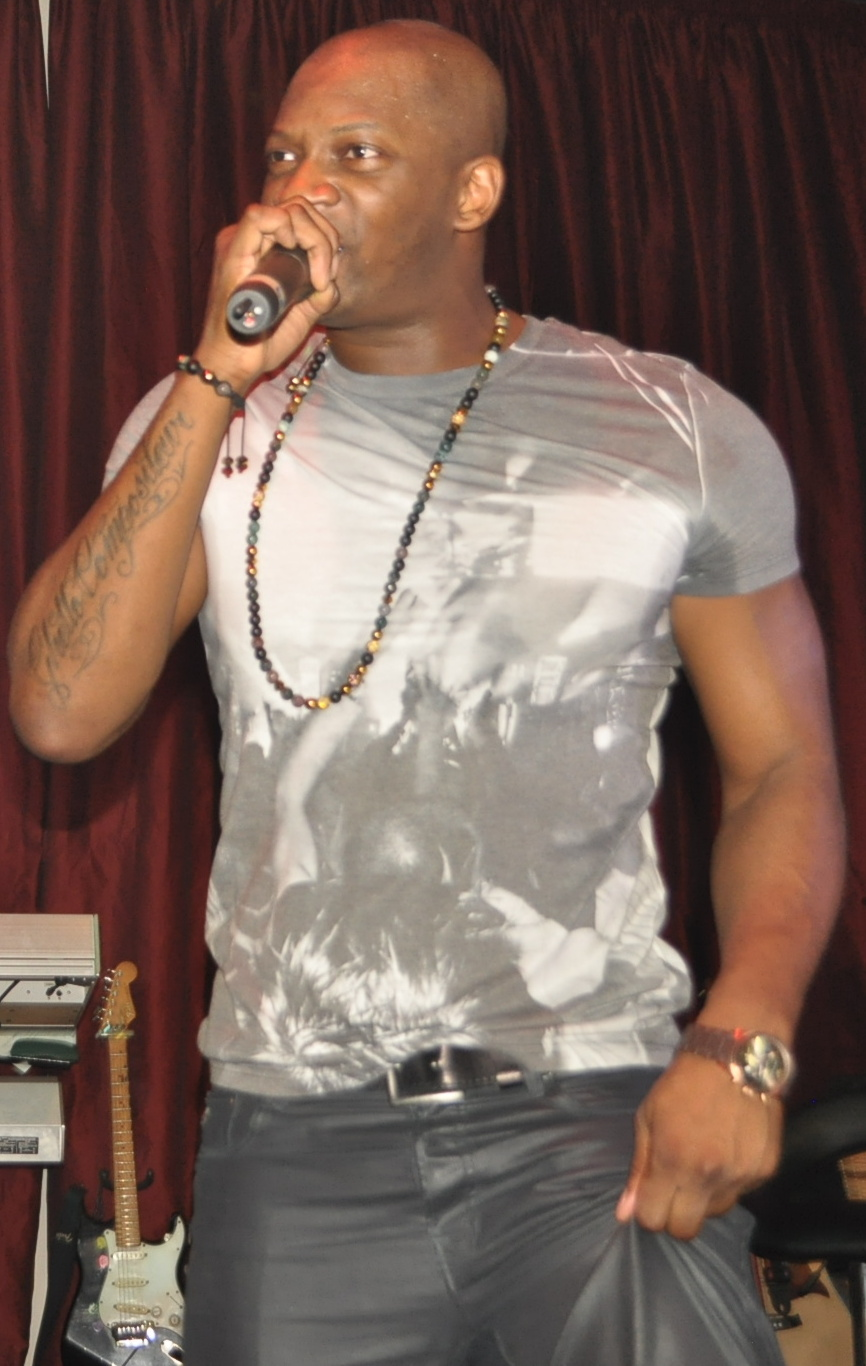
Singuila (2016, 2017)

## Resumen
- Equipo Lokua
- Equipo Charlotte
- Equipo A'salfo
- Equipo Singuila
- Equipo Nayanka
- Equipo Hiro
- Equipo Carlos
- Equipo Anitta
- Equipo Natalia

| Temporada | Estreno               | Final                | The Voice       | Segundo Lugar | Otros finalistas | Coach ganador     | Presentador | Coaches     | Coaches           | Coaches      | Coaches     |
| Temporada | Estreno               | Final                | The Voice       | Segundo Lugar | Otros finalistas | Coach ganador     | Presentador | 1           | 2                 | 3            | 4           |
| --------- | --------------------- | -------------------- | --------------- | ------------- | ---------------- | ----------------- | ----------- | ----------- | ----------------- | ------------ | ----------- |
| 1         | 15 de octubre de 2016 | 5 de febrero de 2017 | Pamela Baketana | Verushka      | Marie-Love       | Lokua Kanza       | Claudy Siar | Lokua Kanza | Charlotte Dipanda | A'Salfo      | Singuila    |
| 1         | 15 de octubre de 2016 | 5 de febrero de 2017 | Pamela Baketana | Verushka      | Samson Nobou     | Lokua Kanza       | Claudy Siar | Lokua Kanza | Charlotte Dipanda | A'Salfo      | Singuila    |
| 2         | 14 de octubre de 2017 | 18 de abril de 2018  | Victoire Biaku  | Fulbert       | René             | Charlotte Dipanda | Claudy Siar | Lokua Kanza | Charlotte Dipanda | A'Salfo      | Singuila    |
| 2         | 14 de octubre de 2017 | 18 de abril de 2018  | Victoire Biaku  | Fulbert       | Dadiposlim       | Charlotte Dipanda | Claudy Siar | Lokua Kanza | Charlotte Dipanda | A'Salfo      | Singuila    |
| 3         | 15 de febrero de 2020 | 1 de mayo de 2021    | Lady Shine      | Gyovanni      | Carina Sen       | Nayanka Bell      | Claudy Siar | Lokua Kanza | Charlotte Dipanda | Nayanka Bell | Hiro Le Coq |
| 3         | 15 de febrero de 2020 | 1 de mayo de 2021    | Lady Shine      | Gyovanni      | Foganne Atsou    | Nayanka Bell      | Claudy Siar | Lokua Kanza | Charlotte Dipanda | Nayanka Bell | Hiro Le Coq |

## Temporadas

### Primera temporada: 2016 - 2017
La primera temporada se estrenó en el 15 de octubre de 2016 y finalizó el 4 de febrero de 2017, siendo la ganadora Pamela Baketa del equipo Lokua.
| Clasificación | Artistas      | Canción                             | Resultado     |
| ------------- | ------------- | ----------------------------------- | ------------- |
| 1             | Pamela Baketa | "Nakei Nairobi"                     | Ganador       |
| 2             | Verushka      | "And I‘m telling you I’m not going" | Segundo lugar |
| 3             | Marie-Love    | "Djama"                             | Tercer lugar  |
| 4             | Samson Nobou  | "Lean on me"                        | Cuarto Lugar  |

### Segunda temporada: 2017 - 2018
La segunda temporada se transmitió desde el 14 de octubre de 2017 hasta el 18 de abril de 2018, siendo la ganadora, Victoire Biaku del team Charlotte.
| Clasificación | Artistas       | Canción             | Resultado     |
| ------------- | -------------- | ------------------- | ------------- |
| 1             | Victoire Biaku | "Trop peu de temps" | Ganador       |
| 2             | Fulbert        | "Sura Yako"         | Segundo Lugar |
| 3             | René           | "Lucie"             | Tercer Lugar  |
| 4             | Dadiposlim     | "Sikomi"            | Cuarto Lugar  |

## Competencia
– Juez ganador/Concursante. El ganador está en negrita.
     – Juez en segundo lugar/Concursante. Finalista aparece primero en la lista.
     – Juez en tercer lugar/Concursante. Finalista aparece primero en la lista.
     – Juez en cuarto lugar. Finalista aparece primero en la lista.
| Temporada | Entrenadores | Entrenadores | Entrenadores | Entrenadores |
| 1         | Lokua | Charlotte | A'salfo | Singuila |
| --------- | --- | --- | --- | --- |
|           | Pamela Baketa Alexandra Paris Idia Fofana Jean Philippe Leflo Michèle Endene Grace Anne Merveille Brake Laetitia Lokwa Flame Frédérique Ottou | Marie-Love P. James Aida Sock Yannick Elsa Bidi Jean Eudes Fallonne Khady Lesline Parfait Ekani Raphen                           | Samson Nobou Malgic Jean Severin Charles Arnaud Heroine Sarah Cherekane Daniela Ahanda Yi-Bai Succès Nimy Tryphène Tina Antony Halvie | Verushka Youssoupha Bussine Jonny Ekwa Shayden Salihou Justin Richard Bobee Deegital Jean Daniel Lory Lebel Oumar                            |
| 2         | Lokua | Charlotte / Josey | A'salfo / Youssoupha | Singuila |
|           | Tankya Eved Macmel Ducé Evensmab Archisel Merveille Maya Margret Noeline Diana Hamidou                                                        | Victoire Biaku Chandrik'a Sean Milano Lydie Baya Hermence Yanne Jessica The Brain Michelle Durelle Manou Donastel Nacy Praise MP | René Frozhen Marcel Dan Jannelie Milord Irma Elody Joël Landry Fleur Serge Céline OGO GMA                                             | Dadiposlim Fulbert Tsaint Arrow Carmy J Jessica Loraine Rachel Baya Samuel King Duo Elie et Hermann Be-yo Reine Esther Marie Michelle Isongo |